# San-pej-ťi
San-pej-ťi (čínsky pchin-jinem sānbēijī, znaky 三杯鸡) je čínský pokrm z kuřecího masa. Recept pochází z Ning-tu, rozšířil se v jižní Číně a především na ostrově Tchaj-wan.
Název znamená „kuře tří šálků“. Kuře se naseká na kousky a naleje se na ně sezamový olej, rýžové víno a sojová omáčka. Vše se pomalu dusí v zakryté hliněné nádobě ša-kuo, dokud se veškerá tekutina nevsákne do masa. K hotovému kuřeti se přidávají chilli papričky, bazalka a orestovaný česnek se zázvorem. Jako příloha se podává vařená rýže nebo kaše kondží.
Existují úpravy základního receptu, v nichž se místo kuřecího masa používá vepřové, žáby, želvy, houby nebo tofu.  
Legenda praví, že toto jídlo dostal před popravou Wen Tchien-siang, bojovník proti mongolské invazi ve třináctém století. San-pej-ťi se také podává jako posilující strava v šestinedělí.